# Parque Estadual Marinho Banco do Tarol
O Parque Estadual Marinho Banco do Tarol é uma unidade de conservação localizada no litoral do Maranhão.
Foi criado pela pela Lei Nº 10.171, de 12 de dezembro de 2014, possuindo um perímetro de 34.229,40  hectares. Têm como objetivos: a proteção ambiental, estimulando a educação ambiental e a pesquisa científica de seus atributos ambientais.
Localizado a uma profundidade de 17 metros, ao norte de Cururupu, e pouco estudado, é formado quase que exclusivamente de fragmentos de algas coralíneas do gênero Lithothaminium.
Fica à esquerda do Parcel de Manuel Luís, importante área de preservação de corais no Brasil, sendo o menor dos parques marinhos do Maranhão. O reconhecimento do Parcel como Sítio Ramsar inclui as coordenadas deste banco e do Parque Estadual Marinho Banco do Álvaro.